# Dreifarbenweih

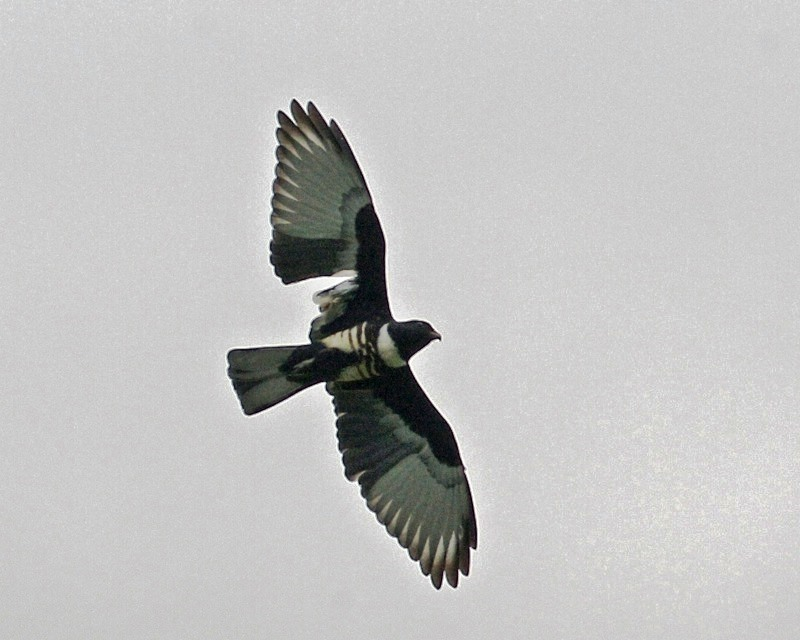
Im Flug wirkt der Dreifarbenweih eher rabenvogel- als greifvogelähnlich. Diesem Exemplar fehlen einige Armschwingen.

Der Dreifarbenweih (Aviceda leuphotes) ist eine relativ kleine Greifvogelart aus der Unterfamilie der Wespenbussarde (Perninae), die in großen Teilen des südlichen, südöstlichen und östlichen Asiens beheimatet ist. Die recht kontrastreich schwarz-weiß-kastanienbraun gemusterte Art ernährt sich vorwiegend von Großinsekten und besiedelt offene Bereiche in Laubwäldern des Hügellands.

## Beschreibung
Der Dreifarbenweih ist mit einer Körperlänge von 28 bis 35 cm und einer Spannweite von 64 bis 80 cm etwa so groß wie ein Sperbermännchen, jedoch langflügeliger und kräftiger. Das Gewicht liegt zwischen 168 und 224 g. Auf dem taubenähnlichen Kopf befindet sich eine lange Federhaube, die im Sitzen oft hoch aufgerichtet oder auf- und abbewegt wird, im Flug jedoch angelegt ist. Fliegend wirkt die Art schwarz-weiß und mehr rabenvogel- als greifvogelähnlich. Verwechselungsgefahr besteht daher eher mit dem Haubenhäher oder der Trauerelster (Platysmurus leucopterus) als mit anderen Greifvögeln. Der Flug ist langsam mit krähenähnlichen Flügelschlägen und kurzen Gleitphasen. Die Geschlechter sind sich sehr ähnlich, in der Größe unterscheiden sie sich kaum. Bei Weibchen kann der Weißanteil der Armschwingen geringer sein.
Adulte Dreifarbenweihe sind überwiegend schwarz mit metallischem Glanz. Die Iris ist purpur- bis rotbraun, die Wachshaut dunkel bläulichgrau. Auf dem unteren Rücken, den Schulterfedern und den inneren Großen Armdecken finden sich weiße Federzentren mit variablen kastanienbraunen Rändern und auf den Armschwingen ausgedehnte kastanienbraune oder kastanienbraun-weiße Fenster. Unter der schwarzen Kehle ist die Brust latzförmig weiß, ein variabler schwarzer oder kastanienbrauner Streifen trennt diese Partie von den beige bis hell rötlichbeigen Bauchseiten und Flanken, die mit rötlichbraunen, teils schwarz gerandeten  Querbinden gezeichnet sind. Bauchmitte und Beinbefiederung sind schwarz. Die kurzen Beine und Füße sind schwärzlich grau bis blauschwarz. Unterseits sind die Handschwingen weiß mit schwärzlichen Spitzen, die Armschwingen grau und die Unterflügeldecken schwarz; die Steuerfedern sind unterseits grau mit silbriger Basis.
Das Jugendkleid ähnelt dem Adultkleid, jedoch sind die schwarzen Partien matter und bräunlicher und die Haube ist kürzer. Die Federzentren auf Rücken und Flügeldecken sind ausgedehnter Weiß, der Weißanteil auf den Armschwingen hingegen geringer. Die Kehle und obere Brust sind gestrichelt und das schwarze Brustband ist schmaler.
Die Art sitzt oft sehr aufrecht offen auf Warten oder unauffällig in belaubten Bäumen.  Manchmal streckt sie sich oder lässt sich herabhängen. Sie ist recht gesellig und  in Paaren, Familienverbänden oder kleinen Trupps von bis zu fünf Vögeln anzutreffen. Auf dem Zug bilden sich Verbände und Schlafgesellschaften von 20 bis 25 Individuen. Anscheinend werden dabei traditionelle Schlafplätze genutzt.

## Geografische Variation
Es werden bis zu fünf Unterarten beschrieben, wobei die Unterteilung teils nur auf sehr dürftigem Museumsmaterial basiert. Von manchen Autoren wird die Art daher als monotypisch angesehen, andere erkennen nur drei Unterarten an. Geografisch variierende Merkmale sind die Länge der Handschwingen, die Farbverteilung von Weiß und Kastanienbraun auf dem Rücken, die Breite des schwarzen Brustbands und die Ausprägung der Flankenzeichnung. Die Unterschiede sind aber sehr gering, die individuelle Variation sehr hoch und möglicherweise täuscht ein nur ungenügend bekannter Sexualdimorphismus die geografische Variation nur vor.
- A. l. wolfei Deignan, 1948 – Sichuan
- A. l. syama (Hodgson, 1837) – nördliches Indien ostwärts bis ins südöstliche China, möglicherweise südliches  Myanmar und westliches Thailand sowie vielleicht auch in Laos
- A. l. leuphotes (Dumont, 1820) – südwestliches Indien und möglicherweise Sri Lanka, südliches  Myanmar und westliches Thailand
- A. l. andamanica Abdulali & Grubh, 1970 – South Andaman Island

## Stimme
Der Dreifarbenweih ist das ganze Jahr über recht ruffreudig. Der ein-, zwei- oder dreisilbige Ruf wird als weiches, trillerndes und klagendes Pfeifen beschrieben und kann an Rufe des Schwarzmilans erinnern. Ferner werden ein möwenartiges Miauen und ein schwacher Ruf, der an Rufe des Schwarzgesicht-Raupenfängers (Coracina novaehollandiae) erinnert, vorgebracht.

## Verbreitung und Bestand
Das Verbreitungsgebiet des Dreifarbenweihs liegt in der Orientalis und ragt geringfügig in die südliche Paläarktis hinein. Die Verbreitung reicht vom östlichen Nepal, Bhutan und dem nördlichen Bangladesch durch das nordöstliche Indien bis nach Myanmar und ins westliche Thailand sowie von dort ins südliche China. Hier kommt die Art von Yunnan bis Guandong und nordwärts bis Guizhou und Sichuan vor. Vermutlich gibt es sie auch im Norden von Laos und im nördlichen wie möglicherweise mittleren Vietnam. Weitere Vorkommen liegen in Kerala im südwestlichen Indien, auf South Andaman Island und im Süden Hainans.
Über Bestand und Siedlungsdichten ist wenig bekannt. Die Art kommt in ihren Brutgebieten aber meist nur zerstreut bis selten vor, während sie auf dem Zug und in den Winterquartieren teils in großen Zahlen auftritt. Da sie dann aufgrund ihrer Geselligkeit und der Bildung größerer Trupps recht auffällig ist, während sie sich zur Brutzeit recht heimlich verhält, kann es sein, dass der Brutbestand generell deutlich unterschätzt wird. Eine fünfstellige Bestandszahl erscheint recht plausibel, eine sechsstellige ist hingegen wohl unrealistisch, da die Lebensräume aufgrund zunehmender Abholzung von Wäldern nicht mehr in ausreichender Menge vorhanden sind. Die Art wird nicht als bedroht angesehen.

## Wanderungen
Der Dreifarbenweih ist meistenteils Standvogel oder Teilzieher. Vögel der östlichen Himalayaregion und Chinas ziehen jedoch regelmäßig zwischen Oktober und Dezember über die Malaiische Halbinsel nach Sumatra und in den Westen Javas. Der Frühjahrszug erfolgt zwischen Februar und März. Auch im südöstlichen Indien und auf Sri Lanka werden bisweilen Wintergäste festgestellt.

## Lebensraum
Der Dreifarbenweih besiedelt offene Zonen, Waldränder und größere Lichtungen in laubwerfenden und trockeneren immergrünen Wäldern. Dazu zählen auch Bambus- und Sekundärwälder. Oft ist er an größeren Flüssen und Strömen zu finden. Die Höhenverbreitung reicht vom Tiefland bis in Höhen von 1200, seltener bis mindestens 1500 m. Typischerweise findet man die Art in bewaldetem Hügelland.
Auf dem Zug kann man die Art auch in Mangrovenwäldern, Gärten und Obstplantagen, über Reisfeldern und anderswo in der Kulturlandschaft antreffen.

## Ernährung
Der Dreifarbenweih ernährt sich hauptsächlich von Großinsekten und deren Larven. Dazu zählen vor allem Heuschrecken, aber auch Käfer, Gespenstschrecken und Nachtfalter. Auch Eidechsen und Baumfrösche gehören zur Nahrung sowie gelegentlich auch Fledermäuse und andere Kleinsäuger oder Kleinvögel wie der Braunkehl-Nektarvogel (Anthreptes malacensis). Im Nordosten Indiens bestanden 50 % der Nestlingsnahrung aus Insektenlarven.
Die Beute wird üblicherweise von einem hohen Ansitz aus in kurzen Fangflügen erbeutet, bei denen der Vogel manchmal auch ins dichte Blattwerk stößt. Außerdem werden Beutetiere von Blättern im Kronendach aufgelesen oder am Boden gefangen. Vor allem im Winterquartier jagt die Art auch in kleinen Trupps. Erhöhte Jagdaktivität ist in der Morgen- und Abenddämmerung oder bei bedecktem Wetter zu verzeichnen.

## Fortpflanzung
Die Brutzeit liegt zwischen Februar und Juli. Sie beginnt in Indien und Myanmar ab März und in Nordostindien ab April. Die kleinen, kompakten Nester stehen meist in über 20 m Höhe in hohen Bäumen, die sich oft in gewässernahen Wäldern finden. Sie werden von beiden Partnern aus Zweigen errichtet und erreichen 25–40 cm im Durchmesser sowie 10–20 cm in der Höhe. Die flache Nestmulde wird mir Gras, Fasern und frischem Laub ausgekleidet. Das Gelege besteht aus 2–3 Eiern und wird 26–27 Tage bebrütet. Beide Partner beteiligen sich am Brutgeschäft und der Jungenaufzucht, jedoch scheint der größte Anteil auf das Weibchen zu entfallen. Die Jungen fliegen nach 29 Tagen aus.